# Probation
Pour les articles homonymes, voir Probation (homonymie).
La probation est définie par une  recommandation du Conseil de l'Europe de 2010 comme étant une « série d'activités et d'interventions qui impliquent suivi, conseil et assistance dans le but de réintégrer socialement l'auteur d'infraction dans la société et de contribuer à la sécurité collective ».
En 2021, la France est le deuxième pays européen après le Royaume-Uni concernant le nombre de mesures de probation utilisées par la justice comme alternative à la prison : en juin 2021, 165 777 personnes sont suivies en « milieu ouvert » par l’administration pénitentiaire française, alors que le nombre de détenus est d'environ  70 000.
D'après Le Monde, les mesures de probation en France n'ont pas enrayé la hausse des incarcérations ; elles ont permis d'augmenter le nombre de condamnations en condamnant par exemple des personnes qui auparavant auraient vu leur affaire classée sans suite.
Une mesure de probation peut comprendre des obligations et des interdictions. La personne condamnée à une peine de probation peut être obligée de suivre des soins ou une formation, de verser une pension alimentaire, de verser régulièrement des sommes dues à des victimes ou au Trésor public, etc. La personne peut être interdite de se rendre dans un débit de boisson, de fréquenter un lieu géographique, de posséder une arme, de s'approcher des victimes ou de ses complices, etc..
Les conseillers pénitentiaires d’insertion et de probation (CPIP) sont chargés du suivi des peines de probation et du respect de leurs  obligations et interdictions, dont ils tiennent informés les juge de l’application des peines. Les CPIP aident aussi le condamné dans son parcours de réinsertion sociale. Par exemple, en juin 2021, 20 456 personnes effectuent un travail d'intérêt général.
D'après Le Monde, la qualité du suivi des condamnés en probation a été longtemps critiquée en raison d’effectifs de CPIP restreints : chaque agent peut avoir à s'occuper parfois de 120 à 130 condamnés. La France s’est mise lentement à former et recruter des professionnels de ce type. Les mesures prises par Christiane Taubira en 2015 et poursuivies par ses successeurs au ministère de la justice ont permis de doubler le nombre de CPIP, l'objectif étant d'atteindre pour 2023 un nombre de 60 personnes suivies par un CPIP. Mais, en 2021, pour des raisons d'organisation, il arrive encore fréquemment qu'un CPIP soit chargé du suivi de 90 condamnés.